# Panamá en los Juegos Suramericanos
Panamá se integró desde la quinta edición de los Juegos Suramericanos que se realizó en Valencia, en 1994. A partir de esta edición ha participado de manera ininterrumpida. Panamá siempre ha enviado delegaciones pequeñas lo cual ha hecho que obtenga puesto en la sección media baja del medallero.
El país está representado ante los Juegos Suramericanos por el Comité Olímpico de Panamá y para la fecha nunca ha sido sede de los Juegos.

## Delegación
Para los IX Juegos Suramericanos Medellín 2010, Panamá contó con una de las delegaciones más pequeñas con un total de 27 deportistas acreditados. Únicamente Surinam y Guyana llevó una delegación más pequeña que Panamá.

## Medallero histórico
Fuente: Organización Deportiva Suramericana
| Año   | País                 | Sede         | Posición     | Oro          | Plata        | Bronce       | Total        |
| ----- | -------------------- | ------------ | ------------ | ------------ | ------------ | ------------ | ------------ |
| 1978  | Bandera de Bolivia   | La Paz       | No participó | No participó | No participó | No participó | No participó |
| 1982  | Bandera de Argentina | Rosario      | No participó | No participó | No participó | No participó | No participó |
| 1986  | Bandera de Chile     | Santiago     | No participó | No participó | No participó | No participó | No participó |
| 1990  | Bandera de Perú      | Lima         | No participó | No participó | No participó | No participó | No participó |
| 1994  |                      | Valencia     | 8/14         | 4            | 2            | 5            | 11           |
| 1998  | Bandera de Ecuador   | Cuenca       | 11/14        | 2            | 2            | 2            | 6            |
| 2002  | Bandera de Brasil    | Brasil       | 9/14         | 1            | 5            | 6            | 12           |
| 2006  | Bandera de Argentina | Buenos Aires | 12/15        | 0            | 2            | 1            | 3            |
| 2010  | Bandera de Colombia  | Medellín     | 13/15        | 0            | 0            | 2            | 2            |
| 2014  | Bandera de Chile     | Santiago     | 8/14         | 4            | 3            | 8            | 15           |
| 2018  | Bandera de Bolivia   | Cochabamba   | 11/14        | 2            | 4            | 4            | 10           |
| 2022  | Bandera de Paraguay  | Asunción     | 11/15        | 3            | 1            | 8            | 12           |
| Total | Total                |              | 11/16        | 16           | 19           | 36           | 71           |

## Desempeño
Panamá ocupó su mejor posición en la primera edición que participó, en Valencia 1994, cuando obtuvo el octavo lugar. En el mismo año, obtuvo el mayor número de medallas de oro ganadas en unos juegos con un total de cuatro unidades doradas. En los juegos de Brasil 2002, obtuvo el mayor número de medallas en la historia de los juegos con un total de 12 preseas. 
Su peor desempeño fue en los juegos de Medellín 2010 cuando quedó en el decimotercio lugar tras obtener dos medallas, ninguna de ellas de oro.